# نظرية عدم الاتصال
في الفيزياء، نظرية عدم الاتصال أو مبدأ عدم الإشارة هي نظرية عدم تنفيذ [الإنجليزية] من نظرية المعلومات الكمية التي تنص على أنه أثناء قياس حالة كمومية متشابكة، لا يمكن لمراقب واحد، عن طريق قياس نظام فرعي من الحالة الإجمالية، لإيصال المعلومات إلى مراقب آخر. النظرية مهمة لأنه في ميكانيكا الكم، يعتبر التشابك الكمومي تأثيرًا يمكن من خلاله ربط أحداث معينة متفرقة على نطاق واسع بطرق توحي للوهلة الأولى بإمكانية الاتصال بشكل أسرع من الضوء. تعطي نظرية عدم الاتصال الشروط التي بموجبها يكون نقل المعلومات بين مراقبين مستحيلاً. يمكن تطبيق هذه النتائج لفهم ما يسمى بالمفارقات في ميكانيكا الكم، مثل مفارقة EPR، أو انتهاكات الواقعية المحلية التي تم الحصول عليها في اختبارات مبرهنة بل. في هذه التجارب، تُظهر نظرية عدم الاتصال أن فشل الواقعية المحلية لا يؤدي إلى ما يمكن الإشارة إليه باسم «الاتصال المخيف عن بعد» (على غرار وصف أينشتاين للتشابك الكمومي بأنه يتطلب «إجراءً مخيفًا عن بعد». على افتراض اكتمال ميكانيكا الكم).